# Carlo Weber
Pour les articles homonymes, voir Weber.
Carlo Weber (né le 6 avril 1934 à Sarrebruck – mort le 15 mai 2014 à Stuttgart) est un architecte allemand, cofondateur du cabinet Auer+Weber+Assoziierte.